# Barranc dels Castellassos
El Barranc dels Castellassos, és un barranc que neix en el terme de la Torre de Cabdella, a la comarca del Pallars Jussà, dins de l'antic terme de Mont-ros i al cap de poc passa a l'actual terme de Baix Pallars, de la comarca del Pallars Sobirà.
Es forma a llevant del Tuc de la Cometa, a 2.365 m. alt., des d'on davalla cap al sud, i aviat entra en el terme de Baix Pallars, del Pallars Sobirà, pel qual discorre fins a arribar a les envistes d'Ancs. Al nord-est d'aquest poble s'ajunta amb el Barranc del Ribetell, amb el qual formen el Riu d'Ancs.